# Hans Bub
Hans Bub (* 2. September 1922 in Didderse; † 22. März 1995 in Wilhelmshaven) war ein deutscher Ornithologe.

## Leben
Bub junior war der Sohn des Landwirtes Hans Bub (1893–1967) und dessen Ehefrau Martha, geborene Heuer. Sein Interesse für die Ornithologie wurde durch seinen Vater entfacht, der kleine Sammlungen von Vogeleiern, Schmetterlingen und Steinen besaß sowie Fische und Vögel hielt. Bereits sein Urgroßvater züchtete ostasiatische Hühner, präparierte Vögel für Schaukästen und fing für die Vogelhaltung beispielsweise Stieglitze.
1935/36 kamen Vater und Sohn Bub in Kontakt mit Heinrich Knopf, einem Beringer der Vogelwarte Helgoland. Auf dessen Empfehlung bekam Hans Bub senior eine Beringungserlaubnis, wodurch sich ein Kontakt mit Hugo Weigold vom Niedersächsischen Landesmuseum Hannover ergab, der als Pionier der Vogelberingung und als Vorreiter des Naturschutzes in Deutschland gilt. Im Winter 1938/39 suchte Rudolf Drost, Leiter der Vogelwarte Helgoland, zwei neue junge Mitarbeiter. Bub junior erhielt eine der Stellen und begann im April 1939 eine dreimonatige Probezeit. Es schloss sich eine zweijährige Lehre an, wo er den gesamten technischen Bereich der Vogelwarte durchlief. Dazu gehörten Arbeiten in der Beringungszentrale, Fang und Beringung im Fanggarten einschließlich Reusenbau, Beobachtung des Vogelzuges mit Tagebuchführung sowie Präparation von Vögeln. Nach dem Ende seiner Lehrzeit wurde er Laborant und 1941 eingezogen. Von 1946 bis 1987 war er technischer Angestellter an der Vogelwarte Helgoland.
Bub studierte die Wanderungen der Vögel und führte Populationsstudien und die Vogelberingung im weitesten Sinne durch. 1951 organisierte er eine Planberingung am Berghänfling, die über einen Zeitraum von 20 Jahren in zehn Ländern durchgeführt wurde. Sie begann 1951/52 in Wilhelmshaven und wurde von 1958/59 bis 1970/71 an zahlreichen Fangplätzen Mitteleuropas fortgeführt. Insgesamt wurde über 100.000 Berghänflinge beringt.
Zu Bubs Bibliographie zählen Vogelfang und Vogelberingung, Bände 1–4 (1966–1969), das 1991 in einem Sammelband auch in einer englischen Ausgabe (Bird Trapping and Bird Banding: A Handbook for Trapping Methods All Over the World) veröffentlicht wurde, Vogelfang und Vogelberingung zur Brutzeit (1974), Markierungsmethoden für Vögel (mit Hans Oelke, 1980) sowie Kennzeichen und Mauser europäischer Singvögel, das zwischen 1981 und 1988 in fünf Bänden herausgegeben.
1970 schrieb er die Einträge zur Familie der Seidenschwänze in Grzimeks Tierleben und 1985 zum Säbelschnäbler und zum Ibisschnabel im Dictionary of Birds von Bruce Campbell und Elizabeth Lack.
Bub war mit Maria Meinhold verheiratet, mit der er zwei Töchter hatte.

## Schriften (Auswahl)
- Die Vogelwelt des Entensees bei Wilhelmshaven, 1950
- Vogelfang und Vogelberingung. Teil I: Allgemeines und Fang mit Siebfallen und Reusen, 1966
- Vogelfang und Vogelberingung, Teil II: Fang mit großen Reusen, Fangkäfigen, Stellnetzen und Decknetzen, 1967
- Vogelfang und Vogelberingung, Teil III: Fang mit Schlagnetzen, Kätscher und Hand, Abend- und Nachtfang, Fang an Nest und Tränke, 1968
- Vogelfang und Vogelberingung Teil IV. Fang mit Vogelherden, Zugnetzen, Raketen- und Kanonennetzen, 1969
- Das Planberingungs-Programm am Berghänfling (Carduelis f. flavirostris). I: Durchführung und Ringfunde, 1973
- Vogelfang und Vogelberingung zur Brutzeit, 1974
- Beiträge zur Arbeitsweise der wissenschaftlichen Vogelberingung in Europa, 1976
- (mit Hans Oelke) Markierungsmethoden für Vögel, 1980
- Kennzeichen und Mauser europäischer Singvögel, 1. Teil. Lerchen und Schwalben, 1981
- Kennzeichen und Mauser europäischer Singvögel, 2. Teil. Stelzen, Pieper und Würger, 1981
- Die Vogelberingung auf Helgoland von 1930 bis 1944, 1981
- Ornithologische Beringungsstationen in Europa. / Bird observatories in Europe, 1983
- (mit Siegfried Eck) Kennzeichen und Mauser europäischer Singvögel, 3. Teil: Seidenschwanz, Wasseramsel, Zaunkönig, Braunellen, Spötter, Laubsänger, Goldhähnchen, 1984
- Kennzeichen und Mauser europäischer Singvögel. Allgemeiner Teil, 1985
- (mit Harald Dorsch) Kennzeichen und Mauser europäischer Singvögel, 4. Teil: Cistensänger, Seidensänger, Schwirle und Rohrsänger, 1988
- Eine Geschichte der Beringungsliste. Beringunslisten und Jahres-Übersichtsblätter der Vogelwarte Helgoland von 1910 bis 1990, 1990